# Bang Chhun-Hong
Bāng Chhun-hong es una canción en hokkien taiwanés compuesta por Teng Yu-hsien, un músico taiwanés hakka, y escrita por Lee Lin-chiu. Esta canción es representativa del tipo de música que compusieron. Fue producida por Columbia Records en 1933, e inicialmente fue cantada por algunas cantantes de aquella época, tales como Sun-Sun (純純), Ai-Ai (愛愛) o Iam-Iam (艷艷). El título significa "Añorando la brisa primaveral". 
Bāng Chhun-hong fue reescrita como canción patriótica japonesa bajo el título de "Daichi wa maneku", literalmente "La madre Tierra te llama a ti". Fue escrita por Koshiji Shirou (越路詩郎?) y cantada por Kirishima Noboru (霧島昇?). La canción también fue producida en Japón por Hitoto Yo, un cantante pop japonés. Numerosos cantantes chinos han cantado Bāng Chhun-hong, tales como  Teresa Teng, Maya Showlen (秀蘭瑪雅), Feng Fei-fei (鳳飛飛) y Stella Chang (張清芳). Existe una adaptación realizada y cantada por David Tao.
Después de que se creara la canción, varias películas han utilizado el mismo nombre, tales como la película filmada en 1937 dirigida por Andou Tarou (安藤太郎?), y otra de 1977 que en lengua inglesa fue titulada "The Operations of Spring Wind". Bāng Chhun-hong es utilizada en forma bastante común como música de fondo en películas taiwanesas o series de televisión. También es un tema que forma parte de la banda de sonido de Singapore Dreaming, una película de Singapur (2006).

## Medios de Comunicación
|                                                                               | [[:Archivo:Bang Chhun Hong.ogg\|Bang Chhun Hong ( 望春風 )]] Escrito por Lin Lee-chiu, compuesta por Teng Yu-hsien, cantada por "Sol-Sol " |
| ¿Problemas al reproducir este archivo?                                        | |
| [[:Archivo:Bang Chhun Hong.ogg\|Bang Chhun Hong (望春風)]]                    | |
|                                                                               | |
| Escrito por Lin Lee-chiu, compuesta por Teng Yu-hsien, cantada por "Sol-Sol " | |

| [[:Archivo:Bang Chhun Hong.ogg\|Bang Chhun Hong (望春風)]]                    |
|                                                                               |
| Escrito por Lin Lee-chiu, compuesta por Teng Yu-hsien, cantada por "Sol-Sol " |

| | [[:Archivo:Bang Chhun Hong Patriotic.ogg\|Daichi wa maneku ( 大地は招く )]] Escrito por Koshiji Shirou, originalmente compuesta por Teng Yu-hsien, cantada por Kirishima Noboru |
| ¿Problemas al reproducir este archivo?                                                              | |
| [[:Archivo:Bang Chhun Hong Patriotic.ogg\|Daichi wa maneku (大地は招く)]]                           | |
| | |
| Escrito por Koshiji Shirou, originalmente compuesta por Teng Yu-hsien, cantada por Kirishima Noboru | |

| [[:Archivo:Bang Chhun Hong Patriotic.ogg\|Daichi wa maneku (大地は招く)]]                           |
| |
| Escrito por Koshiji Shirou, originalmente compuesta por Teng Yu-hsien, cantada por Kirishima Noboru |